# Barborlaukis

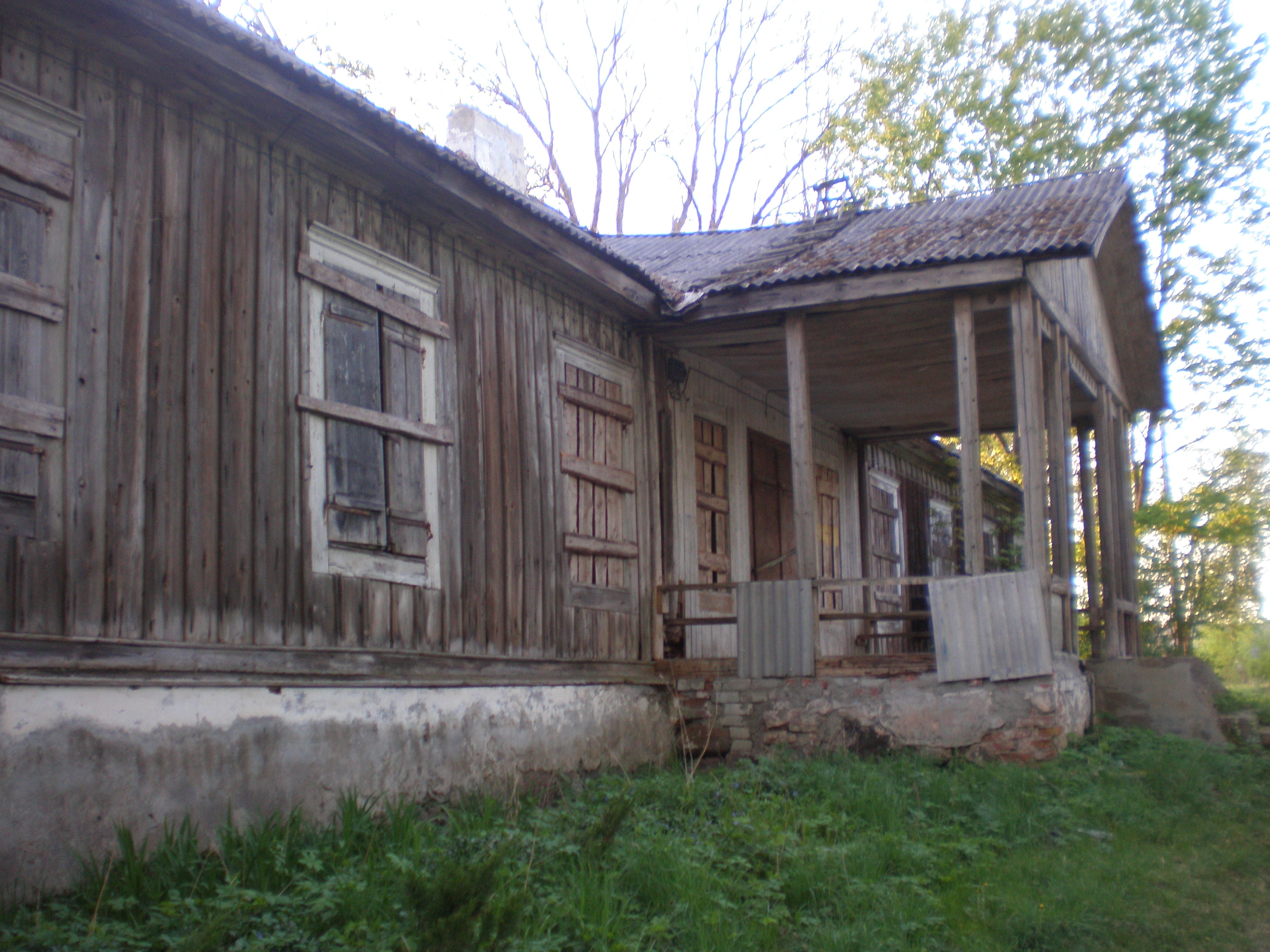
Gutshof Barborlaukis

Barborlaukis ist ein Ort im Amtsbezirk Dumsiai, in der Rajongemeinde Jonava, Bezirk Kaunas, Litauen. Das Dorf ist seit 2009 das Zentrum des gleichnamigen Unteramtsbezirks mit 492 Einwohnern. Dem Unterbezirk Barborlaukis gehören diese Dorfstraßen: Pavasario, Varpės, Lakštingalų, Barborlaukio, Tvenkinio, Miško, Pergalės, Šviesos. Im Dorf Barborlaukis leben 46 Einwohner (Stand: 2011). Es gibt den Gutshof Barborlaukis und das Agrotourismus-Gehöft „Rožlaukis“.